# Orla Perć
 Orla Perć (słow. Orlia prť, niem. Adlerweg, węg. Sas-út) – znakowany szlak turystyczny w polskiej części Tatr Wysokich, poprowadzony stokami oraz granią przez przełęcze i szczyty, między przełęczami Zawrat i Krzyżne i dalej grzbietem Wołoszyna na Polanę pod Wołoszynem. Jest to najdłuższy graniowy szlak w Tatrach Wysokich, prowadzący większością długiej wschodniej grani Świnicy. Jest często uważany za najtrudniejszy i najniebezpieczniejszy szlak turystyczny w Tatrach i w całej Polsce.

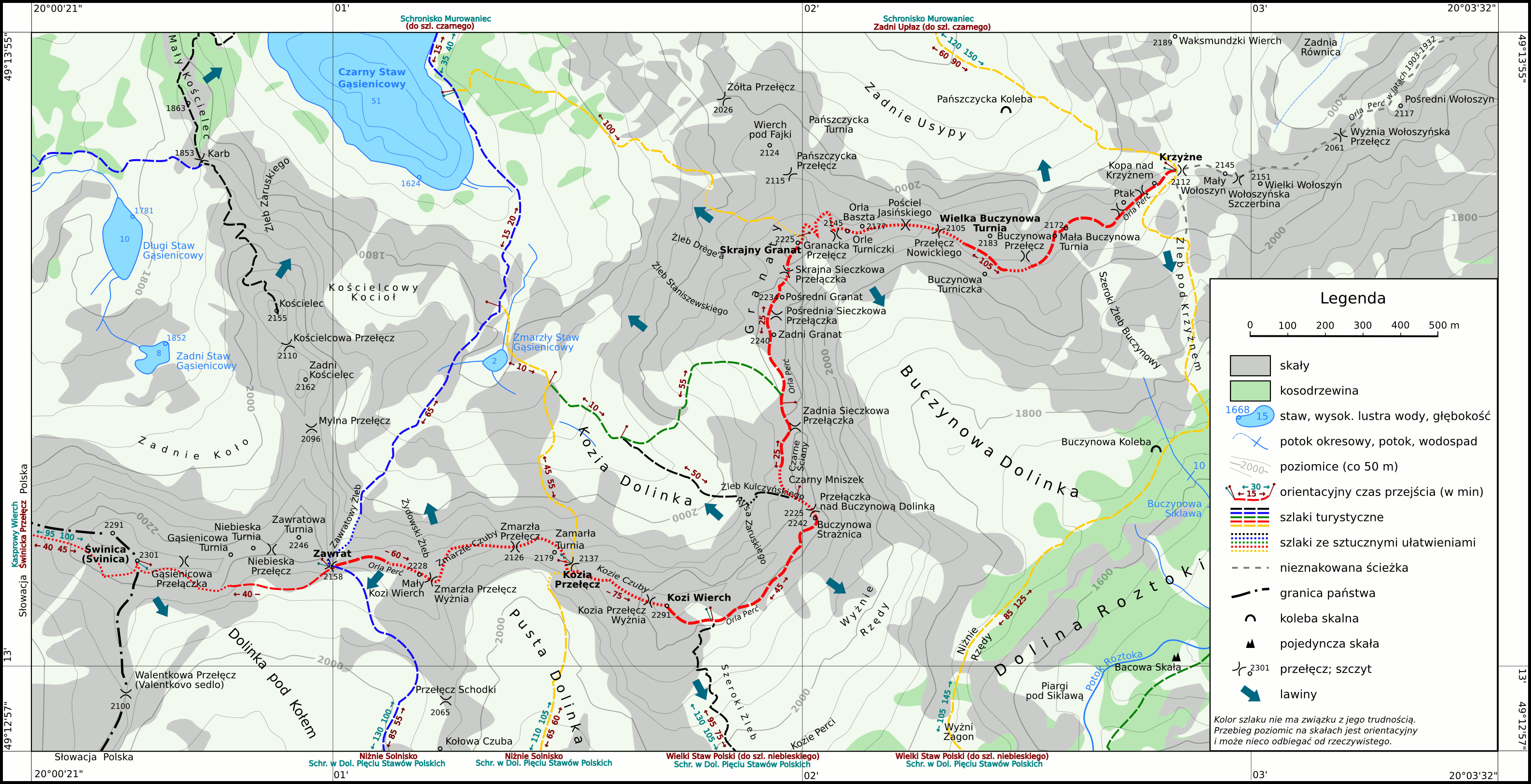
Szlak Orlej Perci zaznaczony na czerwono

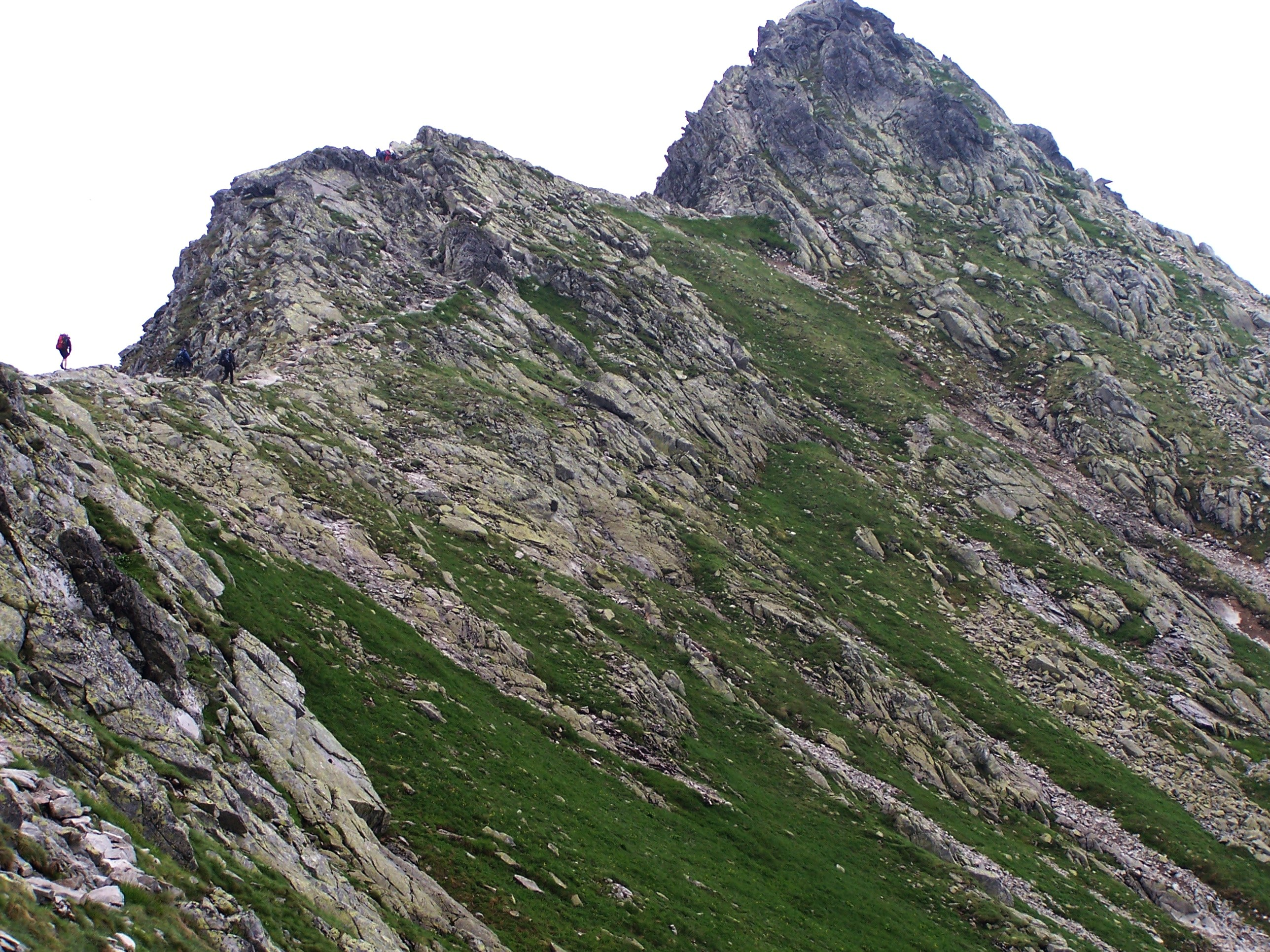
Ścieżka Orlej Perci pnąca się szczytami Małego Koziego Wierchu

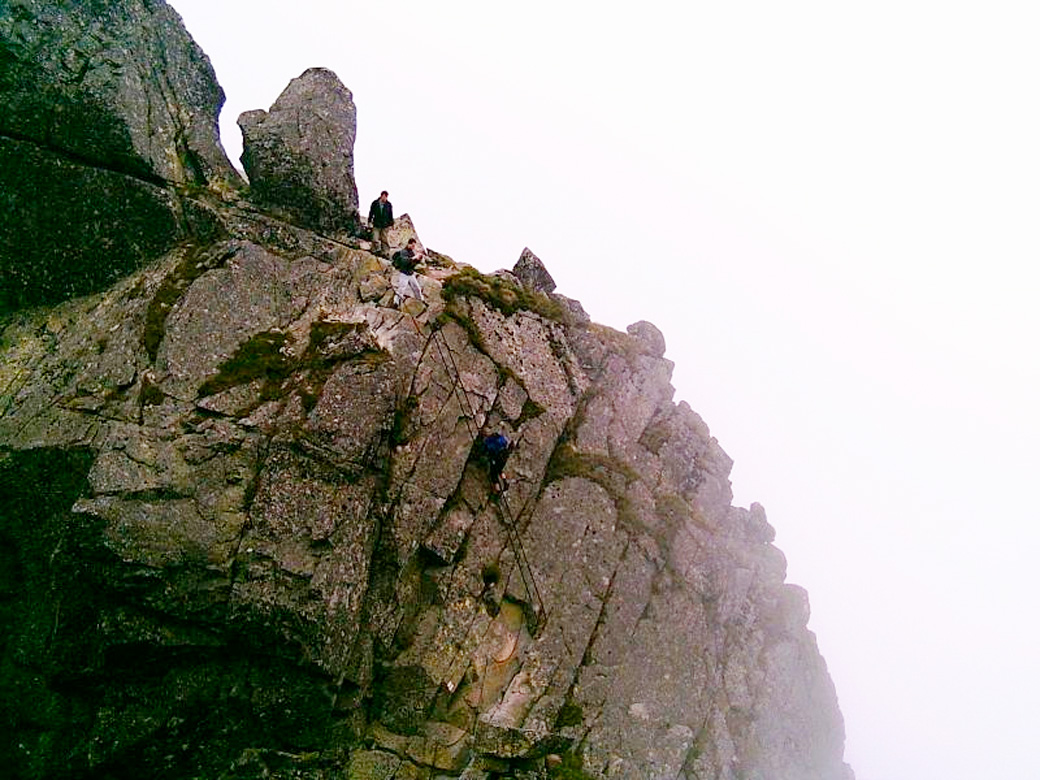
Drabinka nad Kozią Przełęczą, jeden z odcinków Orlej Perci – widok z drogi na Kozie Czuby

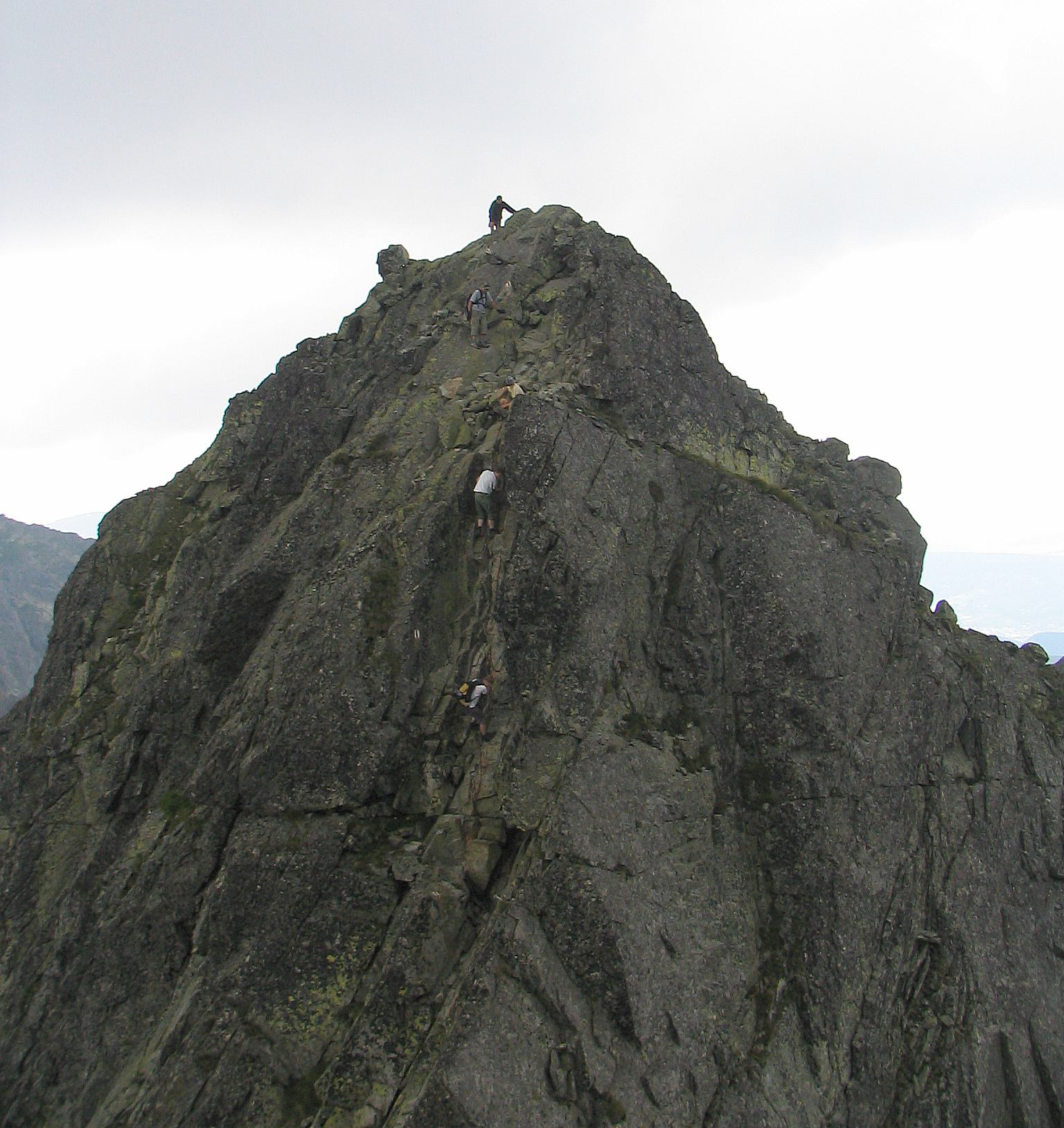
Zejście z Kozich Czub

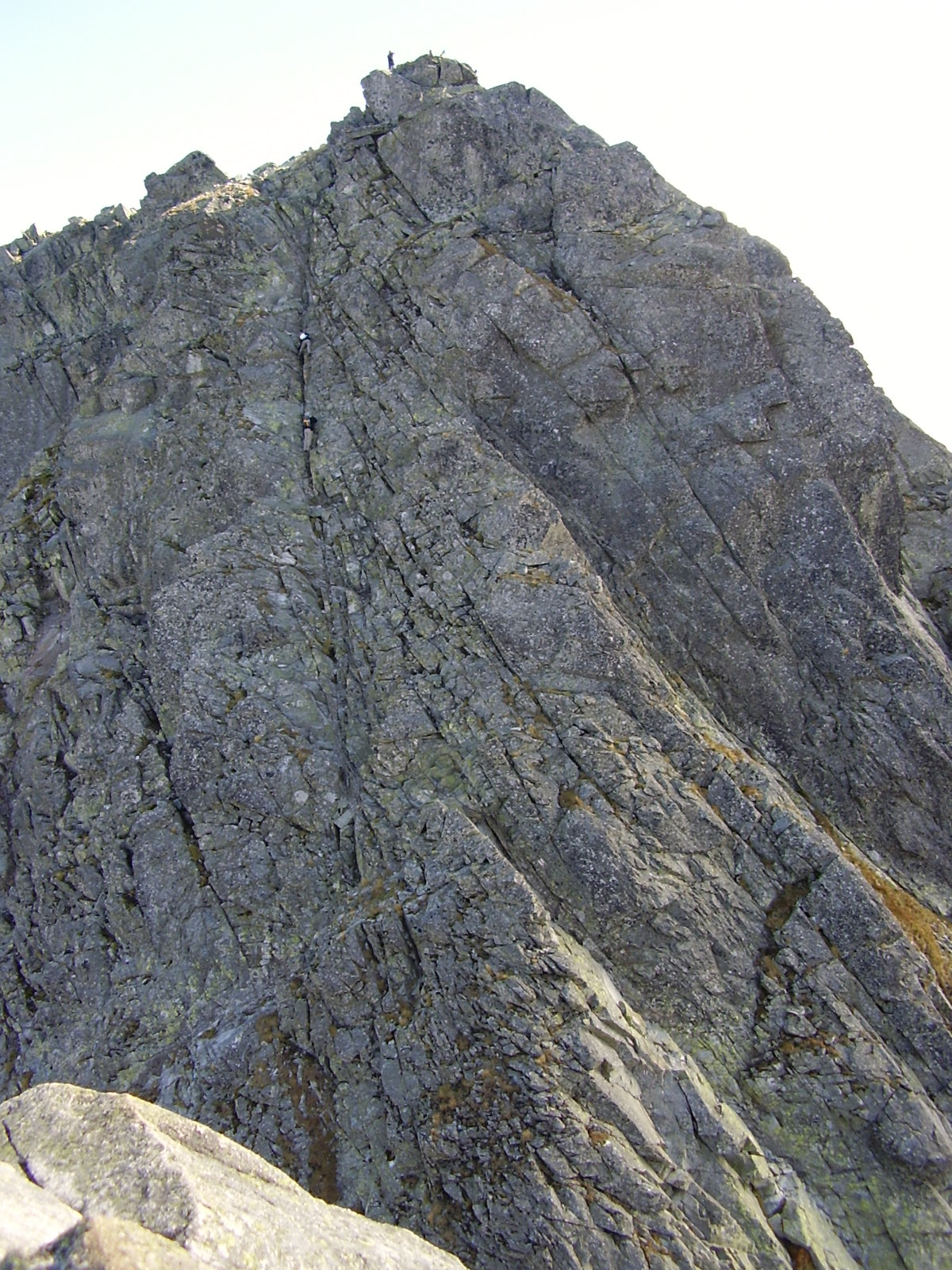
Odcinek Orlej Perci prowadzący na Kozi Wierch – w kominie widoczni turyści

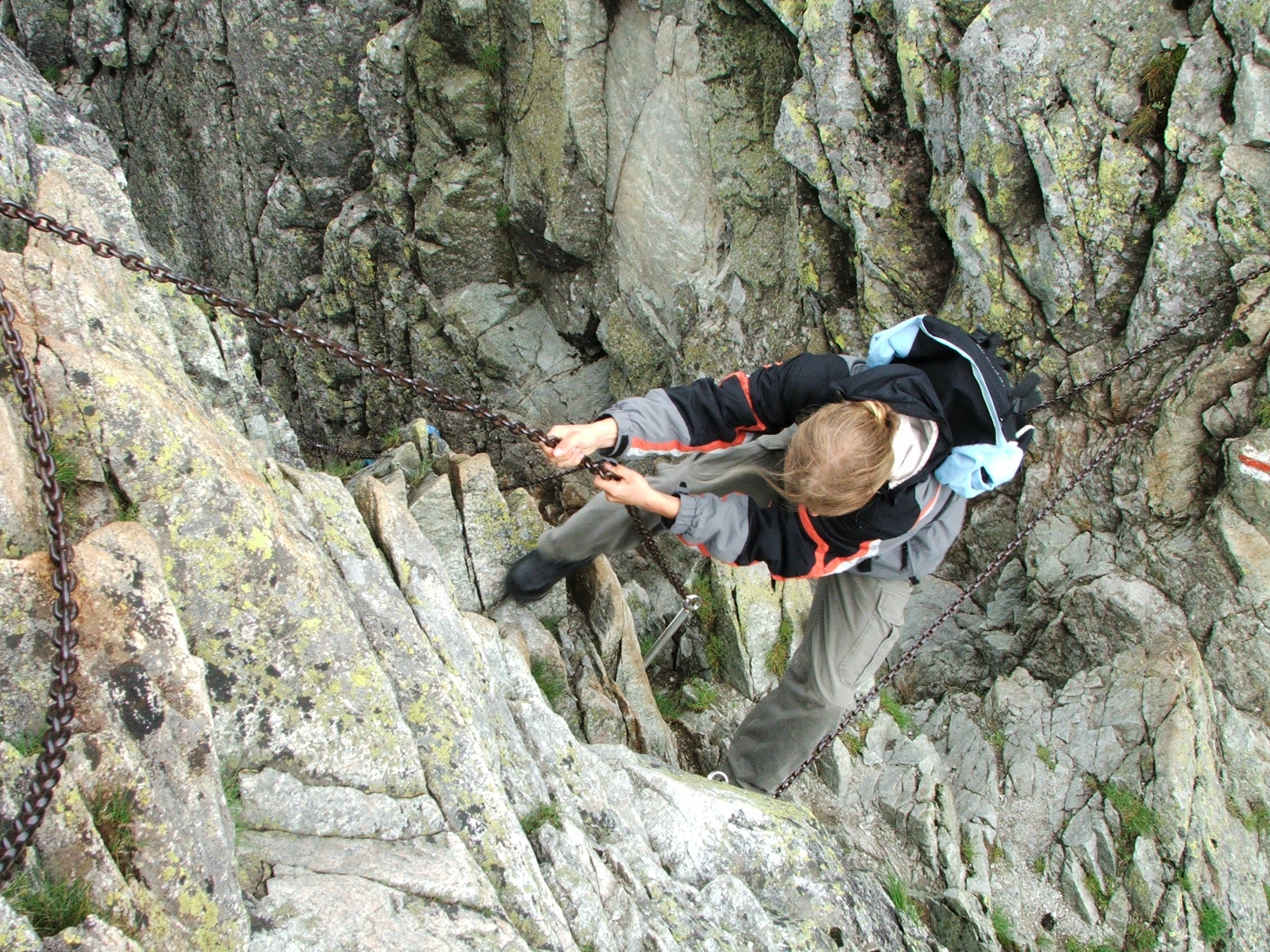
Sztuczne ułatwienia na Orlej Perci

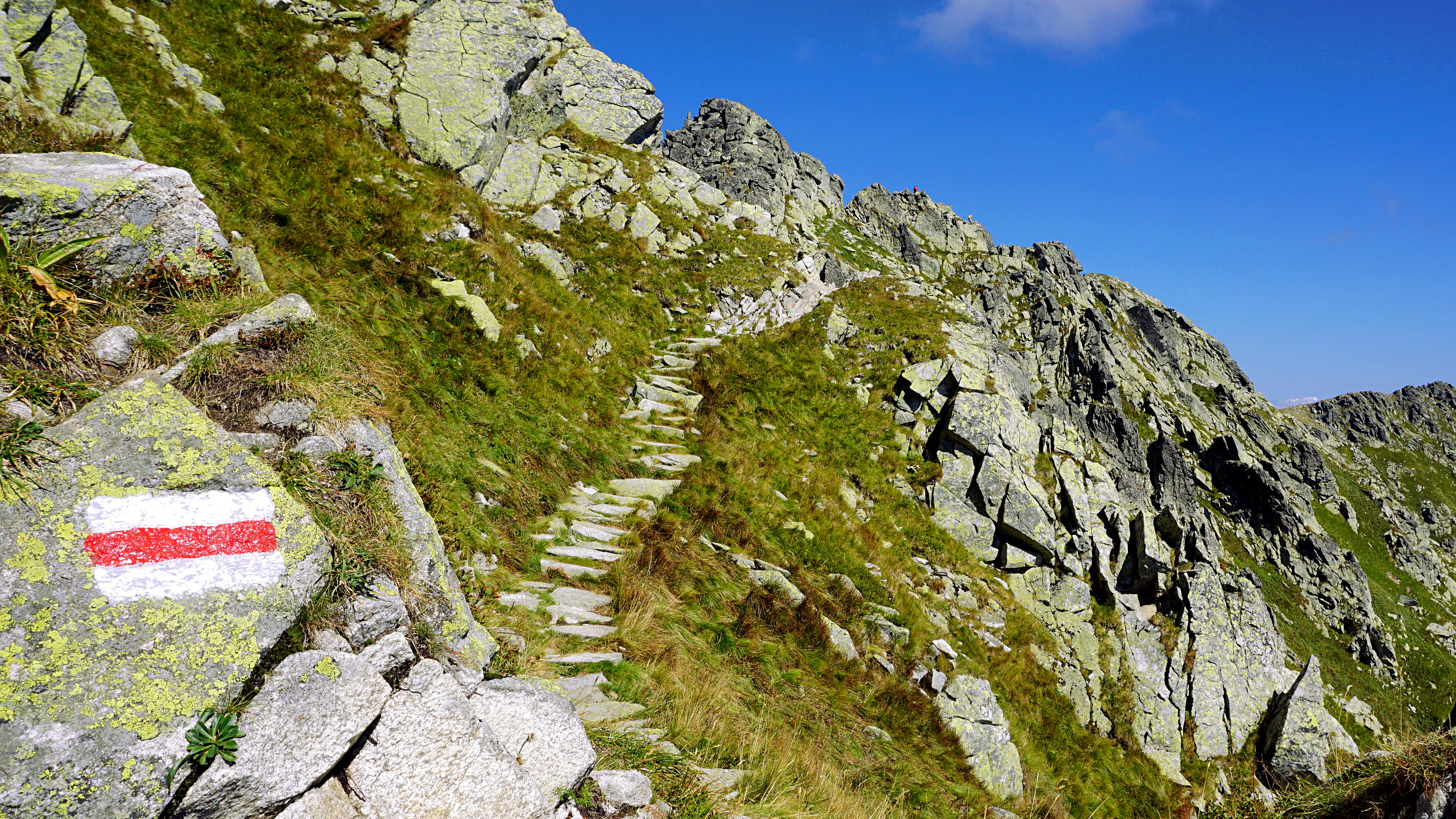
Łatwy technicznie odcinek szlaku w okolicy Buczynowej Przełęczy

Od 1932 roku odcinek od Krzyżnego do Polany pod Wołoszynem ze względu na ochronę przyrody został zamknięty przez Polskie Towarzystwo Tatrzańskie. Na Orlej Perci dominują trawersy, miejscami szlak prowadzi granią, ale z powodu ukształtowania terenu często oddala się od niej, omijając szczyty i turnie. Jako szlak główny jest oznakowany kolorem czerwonym. Na szlaku znajdują się ułatwienia (łańcuchy, klamry i dwie stalowe drabinki), mimo to jednak nie jest uważany za odpowiedni dla początkujących turystów górskich. Na Orlej Perci występują liczne ekspozycje, dlatego też jest zdecydowanie odradzana osobom z lękiem wysokości.
Od czasu otwarcia szlaku w roku 1906 zginęło na nim 140 osób.

## Szlaki dojściowe
W rejon Orlej Perci prowadzi wiele popularnych szlaków dojściowych, część z nich jest też często samodzielnym celem wycieczek. Orla Perć jest osiągalna od strony:
- Kasprowego Wierchu i Świnicy

 szlakiem czerwonym wzdłuż grani – trasa trudna, eksponowana, z ułatwieniami w postaci łańcuchów i klamer, od 2018 do 2021 szlak zamknięty, od 2021 roku szlak jednokierunkowy (przejście możliwe w kierunku przeciwnym do Orlej Perci, czyli z Zawratu na Świnicę), 2:25 h;
- Doliny Gąsienicowej ze schroniska „Murowaniec”

 szlakiem niebieskim na Zawrat – trasa trudna, eksponowana, ubezpieczana łańcuchami, 2:20 h;
 szlakiem żółtym na Kozią Przełęcz – trasa trudna, ubezpieczana łańcuchami, 2 h;
 szlakiem czarnym, prowadzącym przez Rysę Zaruskiego i Żleb Kulczyńskiego – trasa trudna, ubezpieczana łańcuchami, klamrami i poręczami, 2:30 h;
 szlakiem zielonym wyprowadzającym między Zadnią Sieczkową Przełączkę a Zadni Granat – trasa średnio trudna, 2:30 h
 szlakiem żółtym tuż pod wierzchołek Skrajnego Granata – trasa średnio trudna, 2:25 h;
 szlakiem żółtym przez dolinę Pańszczycę na Krzyżne – trasa o niewielkich trudnościach technicznych, ale dość żmudna i długa, 2:45 h
- Doliny Pięciu Stawów Polskich ze schroniska

 szlakiem niebieskim na Zawrat – trasa o niewielkich trudnościach technicznych, 1:40 h;
 szlakiem żółtym na Kozią Przełęcz – trasa trudna, eksponowana, z łańcuchami i klamrami, 1:50 h;
 szlakiem czarnym na Kozi Wierch – trasa średnio trudna, żmudna, 1:55 h;
 szlakiem żółtym na Krzyżne – trasa o niewielkich trudnościach technicznych, trochę żmudna, 2:05 h.
Opisy szlaków na podstawie przewodnika M. Dyląga, czasy przejść podane według mapy, w innych źródłach mogą się znacznie różnić.

## Trasa
Najlepszymi punktami wypadowymi na Orlą Perć są schronisko „Murowaniec” na Hali Gąsienicowej i schronisko w Dolinie Pięciu Stawów Polskich.
Przejście Orlą Percią najlepiej podzielić na kilka części, np.
- Zawrat – Kozia Przełęcz (szczyt: Mały Kozi Wierch). Od 3 lipca 2007 r. ruch turystyczny na odcinku Zawrat – Kozia Przełęcz jest jednokierunkowy; czas przejścia: 1:20 h.
- Kozia Przełęcz – Kozi Wierch (szczyty: Kozie Czuby, Kozi Wierch). Od 3 lipca 2007 r. ruch turystyczny na odcinku Kozia Przełęcz – Kozi Wierch jest jednokierunkowy (nie licząc dwukierunkowego gzymsu pod Kozią Przełęczą); czas przejścia: 1:30 h.
- Kozi Wierch – Skrajny Granat (szczyty: Kozi Wierch, Zadni Granat, Pośredni Granat, Skrajny Granat); czas przejścia: 1:35 h.
- Skrajny Granat – Krzyżne (szczyt: Skrajny Granat); czas przejścia: 2:15 h. Należy pamiętać, że z tego odcinka nie ma możliwości wcześniejszego zejścia ze szlaku[2].

Czasy przejść podane według mapy, w innych źródłach mogą się znacznie różnić. Przejście całego szlaku zajmuje w warunkach letnich 6–8 godzin. 6 września 2018 r. Filip Babicz z Zakopanego przebiegł Orlą Perć od Zawratu po Krzyżne w czasie 1 godz. 4 min. 23 s, poprawiając poprzedni rekord Piotra Łobodzińskiego o ponad 12 min.
Kolejna część Orlej Perci prowadząca granią Wołoszyna, z częściowym obejściem jej ostrza, jest zamknięta dla ruchu turystycznego. Ze względu na ochronę przyrody (cały teren Wołoszyna stanowi obszar ochrony ścisłej) nie przewiduje się jej otwarcia.
Odcinek między Świnicą a Zawratem, również oznakowany na czerwono, nie jest częścią Orlej Perci. W latach 2018–2021 był zamknięty z powodu masywnego obrywu skalnego z Niebieskiej Turni, później (od 1 czerwca 2021) został ograniczony do jednego kierunku ruchu – w stronę Świnicy.

## Poziom trudności i wypadki
Często podaje się, że Orla Perć jest najtrudniejszym i najbardziej niebezpiecznym znakowanym szlakiem turystycznym w Tatrach. Istnieją jednak w tych górach trasy o podobnej skali trudności. Należy wymienić przede wszystkim słowacki szlak czerwony biegnący główną granią Tatr Zachodnich na zachód od Wołowca aż do Brestowej, nazywany niekiedy Granią Rohaczy lub Orlą Percią Tatr Zachodnich. Innym szlakiem, który pod względem trudności może być porównywany z Orlą Percią, jest znakowana na żółto trasa na przełęcz Czerwona Ławka od strony Schroniska Téryego. Słowacy często uważają ten szlak za najbardziej wymagający w Tatrach.
Od chwili powstania Orlej Perci do roku 2004 na szlaku miało miejsce 86 wypadków śmiertelnych, przy ogólnej liczbie 707 wypadków w Tatrach. W tym samym czasie na Giewoncie zanotowano 45 wypadków śmiertelnych, a na Rysach 32. W latach 1995–2004 wypadki na Orlej Perci stanowiły 5% ogólnej liczby wypadków w Tatrach, a śmiertelne – 15%. Pod względem bezpieczeństwa szlaku najniebezpieczniejszymi odcinkami są okolice Zawratu i Koziej Przełęczy.
Przyczynami wypadków na Orlej Perci w latach 1995–2004 były: poślizgnięcia na śniegu (35 wypadków), poślizgnięcia na mokrych lub śliskich skałach (32), zabłądzenia (24), lawiny (6), uderzenia spadającymi kamieniami i zasłabnięcia (5), zachorowania (3) oraz 2 wypadki określone jako „pozostałe”. Według ratowników górskich innymi przyczynami są braki kondycyjne, niewłaściwe zaplanowanie wycieczki, nieliczenie się z własnymi siłami, niezapoznanie się z prognozami pogody i innymi informacjami o bezpieczeństwie na szlaku, jak również niedostateczne przygotowanie sprzętu na wycieczkę.
Miejsca na szlaku, gdzie dochodziło do wypadków:
| Miejsce                   | Wypadki śmiertelne ogółem | Wypadki 1995–2004 | Wypadki śmiertelne 1995–2004 |
| ------------------------- | ------------------------- | ----------------- | ---------------------------- |
| Zawrat i okolice          | 17                        | 26                | 2                            |
| Kozia Przełęcz            | 13                        | 14                | 6                            |
| Kozie Czuby               | 9                         | 2                 | 0                            |
| Kozi Wierch               | 8                         | 5                 | 0                            |
| Granaty                   | 6                         | 14                | 2                            |
| Zmarzła Przełączka Wyżnia | 6                         | 2                 | 1                            |
| Krzyżne                   | 5                         | 9                 | 0                            |
| Kozia Przełęcz Wyżnia     | 4                         | 3                 | 2                            |
| Granacka Przełęcz         | 4                         | 2                 | 0                            |
| Zmarzła Przełęcz          | 3                         | 3                 | 1                            |
| Buczynowe Turnie          | 3                         | 1                 | 0                            |
| Orla Baszta               | 2                         | 3                 | 2                            |
| Rysa Zaruskiego           | 1                         | 9                 | 1                            |
| Orle Turniczki            | 1                         | 3                 | 1                            |

## Historia
Pomysłodawcą budowy Orlej Perci był Franciszek Henryk Nowicki, który 5 lutego 1901 wystosował list do Towarzystwa Tatrzańskiego z prośbą o wsparcie projektu wytyczenia szlaku od Wodogrzmotów Mickiewicza przez Wołoszyn, Krzyżne, Granaty, Kozi Wierch i dalej do Zawratu. Tutaj szlak miał łączyć się z istniejącym już szlakiem na Świnicę, a dalej biegnąć przez Kasprowy Wierch i Czerwone Wierchy aż do Doliny Kościeliskiej.
Szlak został wytrasowany w latach 1903–1906 nakładami Towarzystwa Tatrzańskiego i wielkiego miłośnika Tatr, księdza Walentego Gadowskiego, któremu pomagali Jakub Gąsienica Wawrytko, Klemens Bachleda i kilku innych górali. W latach 1904 i 1911 wytrasowano szlaki łącznikowe, które pozwalają na pokonywanie trasy w krótszych odcinkach, przy czym szlak Zmarzły Staw Gąsienicowy – Kozia Przełęcz – Dolinka Pusta wytrasowano w 1912, zamknięto w 1925 i ponownie wyznakowano w 1953.
W zimie zamknięty dziś odcinek od Krzyżnego do Polany pod Wołoszynem jako pierwsi przeszli Witold Henryk Paryski i Tadeusz Pawłowski 31 grudnia 1932 r. Z kolei szlak w obecnym kształcie (od Zawratu po Krzyżne) w warunkach zimowych jako pierwsi przebyli Zbigniew Jaworowski i Andrzej Manda w dniach 17–18 kwietnia 1949 r.
Pod koniec 2006 r. z apelem „Orla Perć – następne stulecie” do władz Tatrzańskiego Parku Narodowego o polepszenie zabezpieczeń na szlaku i zamianę trasy na via ferrata wystąpiły dwie osoby: przewodnik tatrzański Irena Rubinowska oraz reżyser filmowy Piotr Mikucki. Władze Tatrzańskiego Ochotniczego Pogotowia Ratunkowego proponowały natomiast demontaż wszystkich klamer i łańcuchów. Argumentowały, że tak trudny szlak powinien być dostępny tylko dla ludzi z doświadczeniem taternickim, którzy dysponują i potrafią posługiwać się sprzętem asekuracyjnym. Ostatecznie uznano, że jest to szlak historyczny i pozostanie w niezmienionej formie. Jako że wiele wypadków miało miejsce podczas mijania się turystów idących w przeciwnych kierunkach, dyrekcja TPN od lipca 2007 r. wprowadziła ruch jednokierunkowy na Orlej Perci na odcinku od Zawratu do Koziego Wierchu. Wyjątkiem jest jednak kilkanaście metrów w okolicy Koziej Przełęczy, gdzie żółty szlak z Doliny Pięciu Stawów Polskich prowadzi po Orlej Perci i to w trudnym terenie.

## Orla Perć w kulturze
Skalę trudności szlaku wykorzystał Roman Kołakowski, opisując życie w utworze Orla Perć poświęconym filozofii księdza Józefa Tischnera.